# Carcinops sinensis
Carcinops sinensis är en skalbaggsart som beskrevs av Lewis 1909. Carcinops sinensis ingår i släktet Carcinops och familjen stumpbaggar. Inga underarter finns listade i Catalogue of Life.